# Museum voor Heem- en Oudheidkunde
Het Museum voor Heem- en Oudheidkunde is een museum in de Belgische gemeente Kontich.

## Beschrijving
De collectie bestaat enerzijds uit een afdeling rond volkscultuur met een verzameling textiel en gebruiksvoorwerpen vanaf de zestiende eeuw en anderzijds uit een afdeling archeologie met vondsten die dateren vanaf de steentijd. Ten slotte beschikt het museum ook over een collectie fossielen die gevonden werden in de omgeving van Kontich.